# Carlo Mancini
Carlo Mancini (Roma, 4 novembre 1954) è un conduttore radiofonico e direttore artistico italiano, noto soprattutto come l'inventore dei format "50%musica italiana, 50%musica international, 100% grandi successi" e "Classici & Notizie" oltre che per l'attività di direttore artistico di Radio Capital.

## Biografia
Nel 1974 esordisce ai microfoni di Radio Piper Club e dopo questa esperienza inizia a lavorare nelle emittenti locali di Roma.
Nel 1983 viene chiamato da Rai Stereo Uno per presentare un programma musicale preserale quotidiano dalle 19 alle 21.
Nel 1985 conduce la fascia pomeridiana, della stessa radio, con Maria Cristina Crisci e Marco Morosino e l'anno seguente, con lo stesso gruppo al quale si aggiunge Grazia Di Michele, presenta ed è programmista regista del contenitore pomeridiano "Tu mi senti?" dalle 15 alle 19 della stessa struttura RAI.
Fino al 1988 oltre a continuare la collaborazione con l'emittente di stato inizia a trasmettere a Radio Centro Suono, programmando principalmente l'allora "musica d'importazione".

Nello stesso anno viene chiamato da Radio Dimensione Suono e presenta le classifiche dei dischi più venduti negli Stati Uniti e in Gran Bretagna.
Nel 1990 lascia la conduzione e viene scelto dall'editore Eduardo Montefusco per diventare il primo "Head of Music" dell'emittente, nella quale stava intanto maturando il progetto di network nazionale. Sviluppa quindi un suo sistema computerizzato di playlist e rotazione musicale e nel 1992 inventa il format di flusso "50% musica italiana, 50% musica internazionale: 100% grandi successi", con il quale posiziona e identifica Radio Dimensione Suono Network, che arriva nel 1998 con questa formula, a conquistare il primo posto della graduatoria delle radio private nazionali, con 5.200.000 ascoltatori nel giorno medio. 

In questi anni è anche direttore artistico del lancio del format dell'emittente locale Dimensione Suono Roma.
Nel 1999 viene chiamato dal Gruppo Espresso per la Direzione Artistica di Radio Capital. Inventa il format di flusso "Classici e Notizie", con uno stile di trasmissione e di selezione musicale che rende l'emittente immediatamente riconoscibile e ben identificabile nel panorama dei network nazionali. La scelta del format AOR (unico in Italia) e la cura maniacale dei particolari nella stesura della scaletta musicale, lo stile pacato di conduzione degli speaker e una forte credibilità dell'informazione, portano Radio Capital dai quasi 800.000 ascoltatori della fine del 1999 ai più di 2.000.000 della fine del 2005.
Nel 2006, viene nominato Direttore per lo sviluppo delle iniziative musicali multimediali di Elemedia (società del Gruppo) e lascia la direzione artistica di Radio Capital, occupandosi comunque, ad interim, della parte musicale dell'emittente.
A luglio 2007 presenta le dimissioni dal Gruppo Espresso.
Da gennaio 2011 a maggio 2012 è Consulente alla Direzione Artistica e alla Programmazione Musicale per Radio Subasio, contribuendo al consolidamento del primato di Radio Regionale numero 1 in Italia con oltre un milione e mezzo di ascoltatori nel giorno medio e incrementando gli ascolti nei 7gg. dai 4.200.000 del 2010 agli oltre 6 milioni del primo semestre 2012.
Dal gennaio 2013, presso l'Università Suor Orsola Benincasa di Napoli,  è Ideatore, Coordinatore Didattico e Docente del "Master in Radiofonia", il primo corso di studi in Italia che offre la possibilità di diventare un professionista nel settore radiofonico.
Da settembre 2015 a dicembre 2017 è stato coideatore e Station Manager dell'originale e innovativo progetto RadioLibri-Parole in Sintonia, la prima e unica web radio dedicata interamente al mondo dei libri: www.radiolibri.it